# MK 108
MK 108 byl automatický kanón ráže 30 mm vyráběný firmou Rheinmetall-Borsig během druhé světové války a používaný v letounech Luftwaffe.
Zbraň byla vyvinuta jako soukromý projekt v roce 1940 a později byla předložena říšskému ministerstvu letectví jako reakce na požadavek v roce 1942 na těžkou zbraň k použití proti spojeneckým bombardérům, které se v té době objevovaly nad Němci ovládanými územími.

## Použití
- Messerschmitt Bf 109
- Messerschmitt Bf 110
- Messerschmitt Me 163
- Messerschmitt Me 262
- Focke-Wulf Fw 190
- Focke-Wulf Ta 152
- Focke-Wulf Ta 154
- Heinkel He 162
- Heinkel He 219
- Horten Ho 229
- Junkers Ju 388